# Нагрудный знак эсминца
Нагрудный военный знак эсминца (нем. Zerstörerkriegsabzeichen) немецкий нагрудный знак, учрежденный гроссадмиралом Эрихом Редером 4 июня 1940 года. Дизайн разработан Паулем Касбергом.

## История появления на свет
После завершения удачной операции Везерюбунг германское командование признало важность награждения отличившихся матросов кригсмарине, участвовавших в боях в Норвегии. Изначально знак присуждался за участие в операции под Нарвиком на бортах эсминцев, миноносцев или торпедных катеров, но с 11 сентября 1940 года он стал выдаваться отличившимся матросам исключительно с эскадренных миноносцев. Позже были введены новые основания для награждения:
- за участие в 3 боях на борту эсминца
- за участие в 12 походах на борту эсминца
- за ранение в бою
- членам экипажа, спасшимся с погибших кораблей

Кроме того, с 15 ноября 1940 года кандидат на получение знака должен в течение шести предыдущих месяцев не иметь дисциплинарных взысканий.

## Описание
Знак имел золоченый цинковый венок из дубовых листьев, на который был наложен силуэт эскадренного миноносца (стилизованное изображение эсминца «Вильгельм Хейдкамп»), разрезающего волны, а над ним — имперский орёл (с опущенными крыльями). Носился на левой стороне ниже Железного креста 1-го класса. Знак крепился на булавке. Внешний вид разработан берлинским графиком Паулем Карсбергом. Правом награждать знаком обладали командующие флотилиями, а также командующие адмиралы с последующим учреждением командующим эскадренными миноносцами.

## Фирмы, выпускавшие знак
- Schwerin, Берлин
- Gebrüder Wegerhoff, Люднешайд
- Steinhauer & Luck, Люднншайд
- Juncker, Берлин
- Josef Feix & Sohn
- Rudolf Souval
- Friedrich Orth
- S.H.u.Co.
- Godet
- Так называемая «французская версия», без клейма

## Степени
Имел всего одну степень.